# سرجیو کونتسا
سرجیو کونتسا (انگلیسی: Sergio Contessa؛ زادهٔ ۱۴ مارس ۱۹۹۰) بازیکن فوتبال است.
از باشگاه‌هایی که در آن بازی کرده‌است می‌توان به باشگاه فوتبال پادوا، باشگاه فوتبال رجینا، و باشگاه فوتبال لچه اشاره کرد.